# Test podzielności uwagi
Test podzielności uwagi – rodzaj testu psychofizycznego, którego celem jest zbadanie podzielności uwagi i określenie poziomu tej umiejętności u badanego. Może być elementem testów ogólnej sprawności umysłowej jednostki, testów ilorazu inteligencji itp.
Podzielność uwagi, rozumiana jako umiejętność selekcji informacji i bodźców z więcej niż jednego źródła i skupienie się na więcej niż jednym aspekcie otoczenia jednocześnie, może być poprawiana i zwiększana poprzez ćwiczenia koncentracji. Test uwagi może służyć do monitorowania postępów w takim treningu uwagi. Większa podzielność uwagi sprzyja sprawnemu wykonywaniu codziennych czynności i umożliwia realizację kilku skomplikowanych zadań jednocześnie.  Zwiększanie tej umiejętności jest elementem terapii zaburzeń uwagi, związanych np. z ADHD lub powikłaniami po udarze mózgu. Najnowsze wyniki badań przeprowadzonych na Uniwersytecie Hertfordshire oraz w Stanach Zjednoczonych potwierdzają stereotyp, że kobiety cechuje średnio większa podzielność uwagi.

## Komputerowy test uwagi
Testy uwagi często przewidują stymulację różnego rodzaju bodźcami jednocześnie (wzrokowymi i dźwiękowymi). Taką stymulację umożliwiają multimedialne testy komputerowe, projektowane często w formie gier i zabaw.